# Antitrygodes virentiplaga
Antitrygodes virentiplaga là một loài bướm đêm trong họ Geometridae.